# Alfredo Leal Kuri
Alfredo Leal Kuri (Ciudad de México, 18 de mayo de 1930 - ib.; 2 de octubre de 2003) fue un torero y actor mexicano. 
Fue conocido por la forma de interpretar el pase cambiado y por su técnica de estoquear en la suerte suprema.

## Trayectoria taurina
Era hijo de un general del ejército y de madre de origen libanés. Aunque inició estudios superiores, rápidamente se decantó por el toreo, presentándose en la Plaza México donde debuta junto a Tacho Campos y Alfredo Pedrosa lidiando novillos de Jesús Cabrear el 18 de julio de 1948.
Con un progreso lento y sin grandes éxitos, tomó la alternativa el 16 de noviembre de 1952 con veitidós años, la ceremonia tuvo lugar en Ciudad de México con la cesión del toro de Zacatepec por parte de Carlos Arruza, padrino de alternativa, y con el testimonio del diestro español José María Martorell.
Dada la escasa proyección de su carrera en esos momentos, Leal decidió renunciar a su doctorado y viajar a España para así comenzar una nueva etapa como novillero. Su presentación en Las Ventas en Madrid fue el 23 de agosto de 1953.
Tomó la alternativa de nuevo el 18 de abril de 1956 en la plaza de toros de la Maestranza de Sevilla donde lidió al toro Dadivoso de la ganadería brava de Pietro de la Cal. Fue su padrino Cayetano Ordóñez y actuó como testigo Manuel Carmona. Confirmó la alternativa una semana después, el 25 de abril, en Las Ventas, el toro de la confirmación fue Encendedor, el padrino fue Cayetano Ordóñez y Jerónimo Pimentel el testigo. El 24 de noviembre del mismo año confirmó la alternativa en México siendo entonces su padrino Alfonso Ramírez Calesero y Luis Miguel Dominguín el testigo, el toro de la confirmación fue Tijereto que fue devuelto a los corrales tras la cesión de trastos al partirse un pitón, a consecuencia del incidente hubo una segunda cesión de trastos para la lidia de Campanero, la ganadería fue la de Rancho Seco, Alfredo Leal fue de los escasos toreros que confirmaron su alternativa dos veces en la misma plaza el mismo día.
A lo largo de su trayectoria en España lidió sesenta corridas de toros, en la Feria de San Isidro de 1963 se anunció en tres tardes y en México alternó con grandes figuras en el periodo conocido como la Edad de Plata del Toreo.
Entre su hitos profesionales destacó la faena del 21 de enero de 1962 al toro Tejón de la ganadería de Mariano Ramírez a quien le cortó las dos orejas y el rabo en la plaza de El Toreo de Cuatro Caminos.
Fue presidente de la Asociación de Matadores, Novilleros y Rejoneadores Mexicanos de 1997 a 1998.
Tras su retirada de los ruegos emprendió la carrera de actor de cine y televisión participó en películas como Tiempo de morir, Cuando tejen las arañas, La fuerza del odio, Hermanos de sangre, Acapulco 122-22 y Cuerpo y alma. Actuó en las telenovelas El Maleficio y Extraños caminos del amor producidas por Ernesto Alonso, y en El pecado del amor y La indomable.

## Vida personal
Fue esposo de la cantante Lola Beltrán. El 19 de junio de 1985, contrajo nupcias con la abogada de origen judío Susana Balk, el 19 de septiembre de 1987 tuvieron un hijo.
Desde 2001, sufrió trastornos del ritmo cardíaco. Falleció en el Hospital Metropolitano de la Ciudad de México el 2 de octubre de 2003 a los 73 años, a consecuencia de un choque hipovolémico, sus restos fueron cremados en el Panteón Español ubicado en la misma ciudad, pero se desconoce el paradero de sus cenizas.   

## Filmografía

### Actor de cine
- Cuentas claras (1999)
- Las dos caras de la muerte (1990)
- La fuerza del odio (1990)
- Los Fugitivos (1990)
- Durazo, la verdadera historia (1988)
- El virus del poder (1988)
- Traficantes de cocaína (1987)
- Cuando tejen las arañas (1979)
- Vida difícil de una mujer fácil (1979)
- El Niño y la estrella (1976)
- Acapulco 12-22 (1975)
- Carne de horca (1972)
- Hermanos de sangre (1972)
- La muerte es puntual (1967)
- Tiempo de morir (1966)
- Río Hondo (1965)

### Actor de telenovelas
- Acapulco, cuerpo y alma (1995)
- La indomable (1987)
- El maleficio (1983)
- Extraños caminos del amor (1981)
- Pecado de amor (1978)
- Donde termina el camino (1978)
- Lo imperdonable (1975)
- Pobre Clara (1975)

### Productor de cine
- Las dos caras de la muerte (1990)
- La fuerza del odio (1990)